# Vidimus
Vidimus betekent letterlijk 'wij hebben gezien' in het Latijn. Een vidimus is een gelegaliseerd afschrift van een oorkonde en daarmee een speciale vorm van een afschrift.
In een vidimus-akte verklaart een autoriteit een oudere akte gezien te hebben, waarna de volledige tekst van die oudere akte volgt.
Een aparte vorm van vidimus is een akte waarin een nieuw gekroonde koning decreten van zijn voorganger herhaalt en belooft deze na te zullen komen.

## Zie Ook
- Oorkonde
- Oorkondeleer